# Kim Wilde
Kim Wilde, született Kim Smith (London, 1960. november 18. –) angol popénekesnő és televíziós műsorvezető, aki 1981-ben robbant be a zenei életbe Kids in America című kislemezével.

## Családja
Férje Hal Fowler színész, gyermekei Rose Elizabeth Fowler, Harry Tristan Fowler. Apja Marty Wilde, testvérei Ricky Wilde, Roxanne Wilde és Marty Wilde Jr. unokahúga Scarlett Wilde.

## Diszkográfia
Lásd még: Kim Wilde-diszkográfia

### Stúdióalbumok
- Kim Wilde (1981)
- Select (1982)
- Catch as Catch Can (1983)
- Teases & Dares (1984)
- Another Step (1986)
- Close (1988)
- Love Moves (1990)
- Love Is (1992)
- Now & Forever (1995)
- Never Say Never (2006)
- Come Out and Play (2010)
- Snapshots (2011)
- Wilde Winter Songbook (2013)
- Here Come the Aliens  (2018)
- Closer (2025)

### Kislemezek
| Év   | Kislemez                                              | Album                            |
| ---- | ----------------------------------------------------- | -------------------------------- |
| 1981 | Kids in America                                       | Kim Wilde                        |
| 1981 | Chequered Love                                        | Kim Wilde                        |
| 1981 | Water on Glass                                        | Kim Wilde                        |
| 1981 | Cambodia                                              | Select                           |
| 1982 | View from a Bridge                                    | Select                           |
| 1982 | Child Come Away                                       | Nem jelent meg albumon           |
| 1983 | Love Blonde                                           | Catch as Catch Can               |
| 1983 | Dancing in the Dark                                   | Catch as Catch Can               |
| 1984 | House of Salome                                       | Catch as Catch Can               |
| 1984 | The Second Time (Go for It in US)                     | Teases & Dares                   |
| 1984 | The Touch                                             | Teases & Dares                   |
| 1985 | Rage to Love                                          | Teases & Dares                   |
| 1986 | Schoolgirl                                            | Another Step                     |
| 1986 | You Keep Me Hanging On                                | Another Step                     |
| 1987 | Another Step (Closer to You) ( feat. Junior Giscombe) | Another Step                     |
| 1987 | Say You Really Want Me                                | Another Step                     |
| 1988 | Hey Mister Heartache                                  | Close                            |
| 1988 | You Came                                              | Close                            |
| 1988 | Never Trust a Stranger                                | Close                            |
| 1988 | Four Letter Word                                      | Close                            |
| 1989 | Love in the Natural Way                               | Close                            |
| 1990 | It’s Here                                             | Love Moves                       |
| 1990 | Time                                                  | Love Moves                       |
| 1990 | Can’Get Enough (of Your Love)                         | Love Moves                       |
| 1990 | I Can’t Say Goodbye                                   | Love Moves                       |
| 1991 | World in Perfect Harmony                              | Love Moves                       |
| 1992 | Love Is Holy                                          | Love Is                          |
| 1992 | Heart Over Mind                                       | Love Is                          |
| 1992 | Who Do You Think You Are?                             | Love Is                          |
| 1992 | Million Miles Away                                    | Love Is                          |
| 1993 | If I Can’t Have You                                   | The Singles Collection 1981-1993 |
| 1993 | In My Life                                            | The Singles Collection 1981-1993 |
| 1994 | Kids In America 1994                                  | The Remix Collection             |
| 1995 | Breakin' Away                                         | Now & Forever                    |
| 1996 | This I Swear                                          | Now & Forever                    |
| 1996 | Shame                                                 | Nem jelent meg albumon           |
| 2001 | Loved                                                 | The Very Best of Kim Wilde       |
| 2002 | Born to Be Wild                                       | Nem jelent meg albumon           |
| 2006 | You Came 2006                                         | Never Say Never                  |
| 2006 | Perfect Girl                                          | Never Say Never                  |
| 2007 | Together We Belong                                    | Never Say Never                  |
| 2007 | Baby Obey Me (feat. III Inspecta)                     | Never Say Never                  |
| 2010 | Lights Down Low                                       | Come Out and Play                |
| 2010 | Real Life                                             | Come Out and Play                |
| 2011 | It’s Alright / Sleeping Satellite                     | Snapshots                        |
| 2011 | To France                                             | Snapshots                        |
| 2012 | Ever Fallen in Love / Spirit in the Sky               | Snapshots                        |
| 2018 | Pop Don’t Stop                                        | Here Come the Aliens             |
| 2018 | Kandy Krush                                           | Here Come the Aliens             |
| 2018 | Birthday                                              | Here Come the Aliens             |
| 2019 | You Keep Me Hangin' On (live in Vienna)               | Aliens Live                      |
| 2020 | Nominous                                              | Pop Don't Stop                   |
| 2021 | Shine On (feat. Boy George)                           | Pop Don't Stop                   |
| 2021 | You're My Karma (feat. Tom Aspaul)                    | Pop Don't Stop                   |
| 2024 | Trail of Destruction                                  | Closer                           |
| 2024 | Midnight Train                                        | Closer                           |

### Válogatások és egyéb kiadványok
- The Very Best of Kim Wilde (1984)
- The Singles Collection 1981–1993 (1993)
- The Remix Collection (1993)
- The Very Best of Kim Wilde (2001)
- The Hits Collection (2006)
- Pop Don’t Stop: Greatest Hits (2021)

### Videóklipek
| Év   | Videóklip                                                  | Rendező(k)        |
| ---- | ---------------------------------------------------------- | ----------------- |
| 1981 | Kids in America                                            | Brian Grant       |
| 1981 | Chequered Love                                             | Brian Grant       |
| 1981 | Cambodia                                                   | Brian Grant       |
| 1982 | View from a Bridge                                         | Brian Grant       |
| 1982 | Child Come Away                                            | Tony van den Ende |
| 1983 | Love Blonde                                                | Mike Mansfield    |
| 1983 | Dancing in the Dark                                        | Tim Pope          |
| 1984 | The Second Time                                            | Andy Morahan      |
| 1984 | The Touch                                                  |                   |
| 1985 | Rage to Love                                               | Pete Cornish      |
| 1985 | Les nuits sans Kim Wilde (feat. Laurent Voulzy)            | Bernard Malige    |
| 1986 | Schoolgirl                                                 | Peter Cornish     |
| 1986 | You Keep Me Hanging' On                                    | Greg Masuak       |
| 1987 | Another Step (Closer to You) (feat. Junior Giscombe)       | Greg Masuak       |
| 1987 | Say You Really Want Me                                     | Greg Masuak       |
| 1987 | Rockin’ Around the Christmas Tree (feat. Mel Smith)        |                   |
| 1988 | Hey Mister Heartache                                       | Brian Ward        |
| 1988 | You Came                                                   | Greg Masuak       |
| 1988 | Never Trust a Stranger                                     | Greg Masuak       |
| 1988 | Four Letter Word                                           | Michael Geoghegan |
| 1989 | Love in the Natural Way                                    | Neil Thompson     |
| 1990 | It’s Here                                                  | Greg Masuak       |
| 1990 | Time                                                       | Greg Masuak       |
| 1990 | Can’t Get Enough (of Your Love)                            |                   |
| 1992 | Love Is Holy                                               | Zanna             |
| 1992 | Heart Over Mind                                            | Howard Greenhalgh |
| 1992 | Who Do You Think You Are?                                  | Greg Masuak       |
| 1992 | Million Miles Away                                         | Zowie Broach      |
| 1993 | If I Can’t Have You                                        |                   |
| 1993 | In My Life                                                 |                   |
| 1994 | Kids in America 1994                                       | Michael Geoghegan |
| 1995 | Breakin' Away                                              | Greg Masuak       |
| 1996 | This I Swear                                               | Daniela Federici  |
| 1996 | Shame                                                      | Phil Griffin      |
| 2002 | Born to Be Wild                                            | Phil Griffin      |
| 2003 | Anyplace, Anywhere, Anytime (feat. Nena)                   | Marcus Sternberg  |
| 2006 | You Came 2006                                              | Phil Griffin      |
| 2006 | You Came 2006 (Alternative "In Bed with Kim Wilde" verzió) |                   |
| 2006 | Perfect Girl                                               | Sandra Marschner  |
| 2010 | Lights Down Low                                            |                   |
| 2011 | It’s Alright                                               | Nikolaj Georgiew  |
| 2011 | Sleeping Satellite                                         | Nikolaj Georgiew  |
| 2013 | Every Time I See You I Go Wild                             |                   |
| 2013 | Winter Wonderland                                          | Sean J Vincent    |
| 2013 | Hope                                                       | Sean J Vincent    |
| 2013 | New Life                                                   | Sean J Vincent    |
| 2013 | Have Yourself a Merry Little Christmas                     |                   |
| 2013 | Burn Gold                                                  |                   |
| 2013 | Winter Song                                                | Sean J Vincent    |
| 2013 | Hey Mister Snowman                                         | Sean J Vincent    |
| 2013 | Let It Snow                                                | Sean J Vincent    |
| 2013 | Song for Beryl                                             | Sean J Vincent    |
| 2013 | Rockin' Around the Christmas Tree                          | Sean J Vincent    |
| 2013 | One                                                        | Sean J Vincent    |
| 2013 | White Winter Hymnal                                        | Sean J Vincent    |
| 2017 | F U Kristmas!                                              |                   |
| 2018 | Pop Don’t Stop                                             |                   |
| 2018 | Kandy Krush                                                |                   |
| 2018 | Birthday                                                   |                   |
| 2018 | Birthday (Wilde Party Mix)                                 |                   |
| 2021 | Shine On (feat. Boy George)                                |                   |
| 2024 | Trail of Destruction                                       | Sean J Vincent    |
| 2024 | Midnight Train                                             | Sean J Vincent    |